# Britânia (Goiás)
Britânia é um município brasileiro do interior do estado de Goiás, Região Centro-Oeste do país. Sua população estimada em 2004 era de 5.583 habitantes.
Seu ponto turístico mais conhecido é o Lago dos Tigres.